# Dutch Open 1966

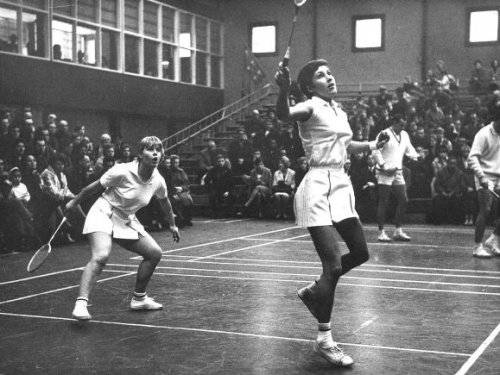
Die Finalisten im Damendoppel Agnes Geene und Imre Rietveld

Die Dutch Open 1966 im Badminton fanden Mitte Februar 1966 in der Duinwijckhal in Haarlem statt.

## Finalergebnisse
| Disziplin    | Sieger                          | Finalist                     | Ergebnis         |
| ------------ | ------------------------------- | ---------------------------- | ---------------- |
| Herreneinzel | Knud Aage Nielsen               | Wolfgang Bochow              | 18-15, 15-9      |
| Dameneinzel  | Angela Bairstow                 | Heather Nielsen              | 11-7, 8-11, 11-5 |
| Herrendoppel | Punch Gunalan Oon Chong Hau     | Knud Aage Nielsen Elo Hansen | 15-4, 15-4       |
| Damendoppel  | Heather Nielsen Jennifer Horton | Agnes Geene Imre Rietveld    | 17-14, 15-3      |
| Mixed        | David Horton Jennifer Horton    | Paul Whetnall Julie Charles  | 15-3, 15-4       |